# Karl Philipp Moritz
Pour les articles homonymes, voir Moritz.
Œuvres principales
- Anton Reiser (de)

Karl Philipp Moritz, né le 15 septembre 1756 à Hamelin et mort le 26 juin 1793 à Berlin, est un écrivain, journaliste et essayiste allemand. Il est à la fois un représentant de l'Aufklärung, du Sturm und Drang et du Préromantisme.

## Biographie
Né dans une famille de condition très modeste, Karl Philipp Moritz est placé en apprentissage chez un chapelier à l'âge de douze ans, après une instruction sommaire. Grâce à l'aide d'un bienfaiteur, il est en mesure d'étudier la théologie à Erfurt et à Wittenberg, quoiqu'aussitôt après il ait pris la décision de devenir acteur. Après l'échec de ce projet, il devient précepteur en 1777. Deux ans plus tard, il devient franc-maçon et fait la connaissance de philosophes des Lumières, comme Moses Mendelssohn, Marcus Herz et Johann Erich Biester. En 1784, il obtient le poste de professeur au Gymnasium de Berlin, en même temps qu'il devient journaliste à la Vossische Zeitung pendant un an. Après seulement deux ans d'enseignement, il décide de devenir écrivain et renonce à son poste en 1786.
Il quitte Berlin et commence un voyage en Italie pour écrire un livre. Il passe là-bas deux années au cours desquelles il rencontre Goethe, qui lui accordera son soutien. À son retour à Berlin, il obtient le poste de professeur d'archéologie et d'esthétique à l'Académie Royale des Beaux-Arts en 1789. Un de ses étudiants les plus connus sera Alexander von Humboldt. Poursuivant sa carrière, il devient membre de l'Académie royale des sciences de Prusse en 1791.
Bien qu'il ne vécût que trente-six ans, il a été un écrivain très fécond et a publié plus de cinquante livres.
Son œuvre la plus marquante s'intitule Anton Reiser, roman psychologique (Anton Reiser : ein psychologischer Roman, Berlin, Maurer, 4 vol., 1785-1790). Ce roman d'apprentissage raconte l'histoire d'un enfant doué, né dans un milieu pauvre, qui a la passion du théâtre. L'auteur déploie dans ce livre de fines analyses psychologiques un peu à la manière de Rousseau.

## Ouvrages en français
- Anton Reiser (de), préface de Michel Tournier, Fayard, 1986  (ISBN 9782213018195).
- Le concept d'achevé en soi et autres écrits, 1785-1793, traduction de Philippe Beck, Presses universitaires de France, 1995.
- Le nouvel abécédaire, postface d'Heide Hollmer, Paris, Éditions Être, 2003.
- Andreas Hartknopf : allégorie (de), Paris, José Corti, 2004.
- Sur l'ornement, édition de Clara Pacquet, postface de Danièle Cohn, Paris, Rue d'Ulm, 2008 [épuisé] ; réédition revue et augmentée chez le même éditeur, collection "Versions françaises", 2024.